# Pniewa (dopływ Odry Wschodniej)
Pniewa – struga, prawy dopływ Odry Wschodniej o długości 12,36 km.
Struga płynie przez Równinę Wełtyńską na Pobrzeżu Szczecińskim, w województwie zachodniopomorskim. Wypływa z małego jeziora w okolicach wsi Gajki około 1 km od jeziora Trzemeszno, przez które przepływa. Płynie przez Gajki i Nowe Czarnowo, a następnie uchodzi do Odry Wschodniej.